# Repubblica calvinista di Gand
La Repubblica calvinista di Gand (in olandese Gentse Calvinistische Republiek) è stata una città stato guidata da ribelli calvinisti, esistita tra il 1577 e il 1584, presso la città di Gand, nell'odierno Belgio, parte attiva nella guerra degli ottant'anni.

## Antefatti
La città era già stata governata in passato da governi rivoluzionari, in particolare nel XIV secolo con Jacob van Artevelde.
Nel 1537 la città rifiutò la richiesta della governatrice dei Paesi Bassi, Maria d'Asburgo, di supportare con nuove tasse le guerre del fratello, l'imperatore Carlo V, contro la Francia. Questo rifiuto fu la causa della rivolta scoppiata nel 1539 e sedata l'anno successivo con l'arrivo di Carlo V in persona al comando di 5000 uomini. 25 leader della rivolta furono giustiziati mentre amministratori, nobili e membri delle corporazioni furono umiliati imponendo loro di sfilare in città a piedi nudi con tuniche nere oppure con camicie bianche e cappio al collo. Alla città di Gand fu imposto dall'imperatore un nuovo statuto, detto Concessio Carolina, che limitava le libertà di amministratori, nobili e membri delle corporazioni. La Klokke Roeland, una campana simbolo dell'indipendenza di Gand, fu rimossa dalla torre civica della città e portata nel nuovo castello, lo Spanjaardenkasteel, fatto costruire dall'imperatore per ospitare una guarnigione di 2500 uomini destinati a controllare il comportamento degli abitanti di Gand e la loro fedeltà all'imperatore.

L'8 novembre 1576, nella prima fase della guerra degli ottant'anni, nella città fu sottoscritta la Pacificazione di Gand, un'alleanza all'interno dei Paesi Bassi asburgici tra "papisti" e protestanti, nata con lo scopo di far cessare i saccheggi da parte delle truppe spagnole mercenarie ammutinate e di restaurare la fedeltà alla corona di Spagna delle province ribelli d'Olanda e di Zelanda. Due giorni dopo la firma della pacificazione, un gruppo di ribelli, supportati dallo statolder delle Fiandre Jean de Croÿ, si scontrarono con le truppe monarchiche mettendo sotto assedio lo Spanjaardenkasteel. Tuttavia, dopo la nomina di don Giovanni d'Austria, fratellastro del re Filippo II di Spagna, quale governatore dei Paesi Bassi, van Croÿ abbandonò la ribellione riconoscendo l'autorità del nuovo governatore. Il 20 settembre 1577 gli stati generali, in guerra con Filippo II, nominarono quale statolder delle Fiandre il conte di Aarschot, Philippe III de Croÿ. La nomina non fu accolta di buon grado dalla borghesia calvinista di Gand.

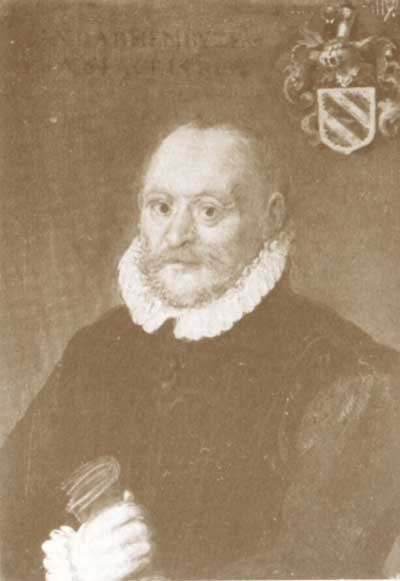
Jan van Hembyze.

## La repubblica calvinista

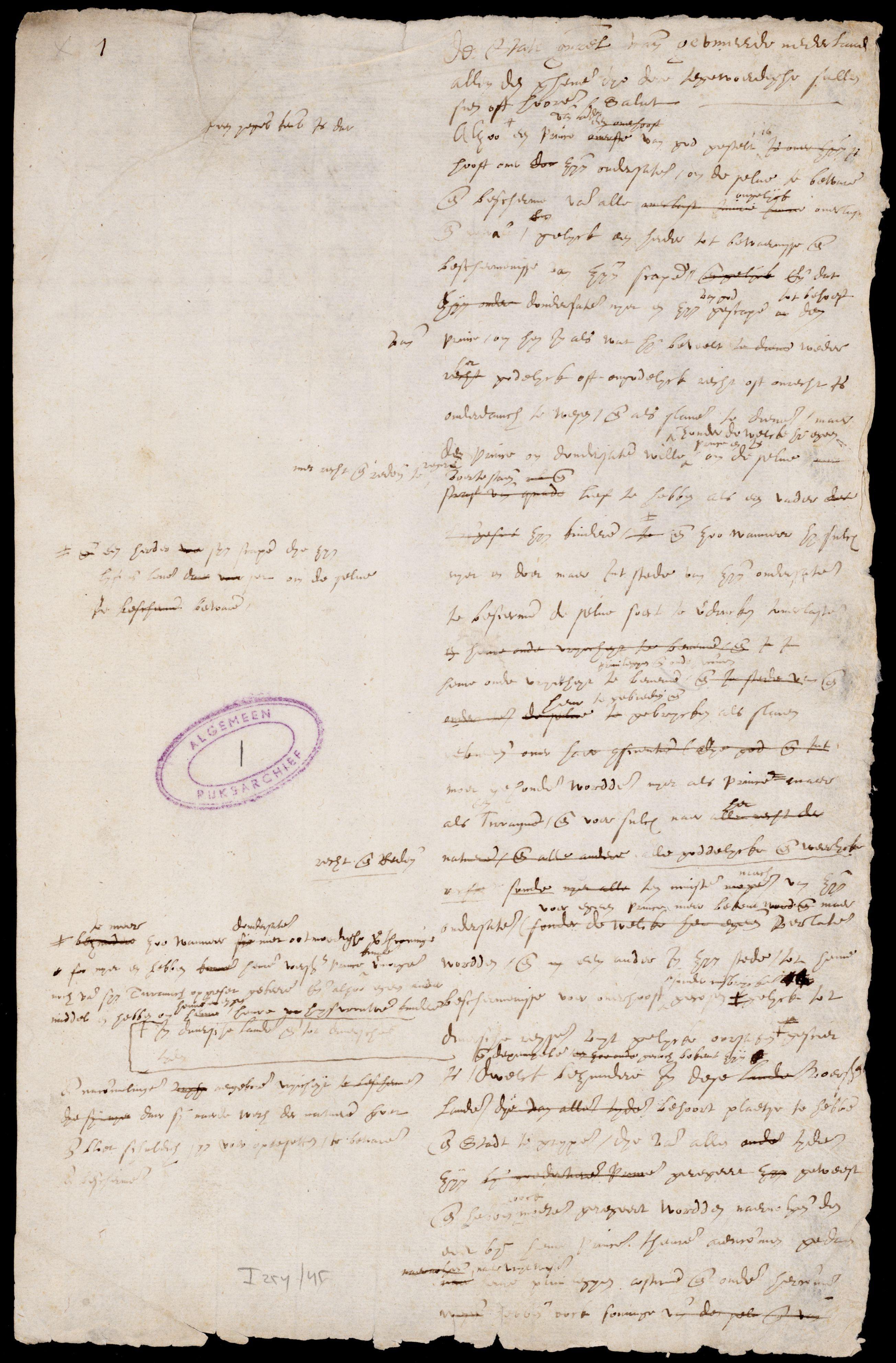
Atto di abiura del 1581

Il 28 ottobre 1577, il consiglio comunale di Gand, guidato dai calvinisti radicali Jan van Hembyze e François van Ryhove, assunse il controllo della contea delle Fiandre.
Lo statolder Philippe III de Croÿ, il gran balivo di Gand e i vescovi di Bruges, Remi Drieux, e Ypres, Maarten Bouwens, furono arrestati. Il 1º novembre, a Bruxelles fu nominato un comitato di XVIII uomini guidato da Hembyze per governare la città. Hembyze era sostenuto nel suo terrore anti-cattolico da predicatori calvinisti quali Petrus Datheen e Herman Moded. Ryhove armò il popolo e ingaggiò mercenari stranieri, provenienti da Inghilterra e Scozia, con il supporto dei quali la Repubblica di Gand riuscì a prendere il controllo di gran parte della contea delle Fiandre. Nel luglio del 1578, la Repubblica Calvinista aveva già preso Courtrai, Menen, Ypres, Ronse e Bruges e costituito un comitato di XVIII uomini in ciascuna di queste città. Anche Oudenaarde,  Axel, Hulst, Sint-Niklaas, Dunkerque, Bergues, Veurne e altre località furono occupate dai Calvinisti, mentre Deinze e Dendermonde si unirono volontariamente al movimento di Gand. Nel 1579 i calvinisti saccheggiarono Wetteren. Ogni località attraversata dai moti rivoluzionari fu teatro di violenze contro il clero cattolico e iconoclastia.
Inizialmente, i due leader di Gand, van Hembyze e van Ryhove, erano profondamente contrari alla pace religiosa sostenuta da Guglielmo d'Orange. La radicale protestantizzazione della città culminò nella metà di maggio 1578 nella cosiddetta Pinksterstorm (tempesta di Pentecoste) con il comitato dei XVIII governatori della città che orchestrò un'iconoclastia diretta contro monasteri e chiese cattoliche, perché, a loro avviso, i monaci vivevano in promiscuità omosessuale. Quando cinque monaci accusati di sodomia, compreso il nipote di Hembyze, negarono le accuse, questi furono torturati fino a quando non venne loro estorta una confessione. Furono quindi condannati al rogo e il 28 giugno 1578 vennero arsi vivi sulla piazza Vrijdagmarkt. Altri tre presunti sodomiti furono prima frustati in pubblico e successivamente esiliati.

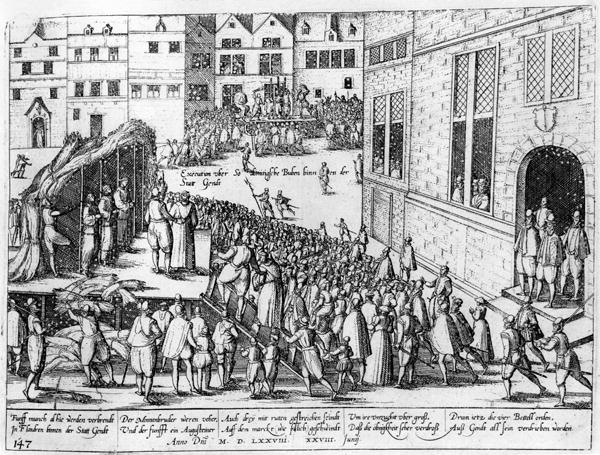
Esecuzione dei cinque monaci sulla piazza Vrijdagmarkt

Il 4 febbraio 1579 Gand divenne la prima città fiamminga a far parte dell'Unione di Utrecht. Il re Filippo II, che era anche conte delle Fiandre, perse la sua autorità sulla città il 6 agosto 1579, avendo imposto condizioni di resa irragionevoli. Il potere fu assunto direttamente dal governatore della città, lo stadsmagistraat. La città di Gand si trovò quindi alla testa della rivolta contro Filippo II. I negoziati di pace di Colonia, sottoscritti dalle parti contendenti, entrarono in vigore dal maggio 1579, ma non ottennero i risultati sperati. Sul modello di Gand si venne a costituire sistema di repubbliche cittadine autonome, sebbene a scapito dell'indipendenza delle città più piccole. Le più rilevanti, oltre a quella di Gand furono quelle di Anversa (1577-1585), Bruxelles (1577-1585) e di Bruges (1578-1584).
Alla fine del 1579 nacque un contrasto tra Ryhove, fedele agli Orange e il più radicale Hembyze. Tale contrasto portò per un certo periodo all'allontanamento di Ryhove dalla città. Successivamente Ryhove, con l'aiuto degli Orange, fu in grado di allontanare Hembyze dalla guida della città, venendo nominato il 1º settembre 1579 gran balivo di Gand al servizio degli Orange.
Due anni dopo, il 26 luglio 1581, le Fiandre, insieme a Brabante, Gheldria, Olanda, Zelanda, Frisia, Malines e Utrecht, furono incluse nell'Atto di abiura, la rinuncia di Filippo II alla sovranità sulle province. Per le Fiandre, questa era in realtà una ripetizione di ciò che era già stato proclamato nel 1579, ma questa volta insieme a Brabante, Gheldria, Olanda, Zelanda, Frisia, Malines e Utrecht. Una differenza importante, tuttavia, era che le altre province non cercavano una forma di governo repubblicana, ma un nuovo monarca; il nuovo atto di abiura risultò essere molto più moderato rispetto alla precedente pacificazione di Gand.
Durante il regime calvinista, a Gand, presso il monastero Het Pand, fu istituita la prima università teologica. A protezione della città furono costruite nuove fortificazioni mentre le mura erette da Carlo V furono abbattute. Anche lo Spanjaardenkasteel, voluto anch'esso da Carlo V, fu demolito.

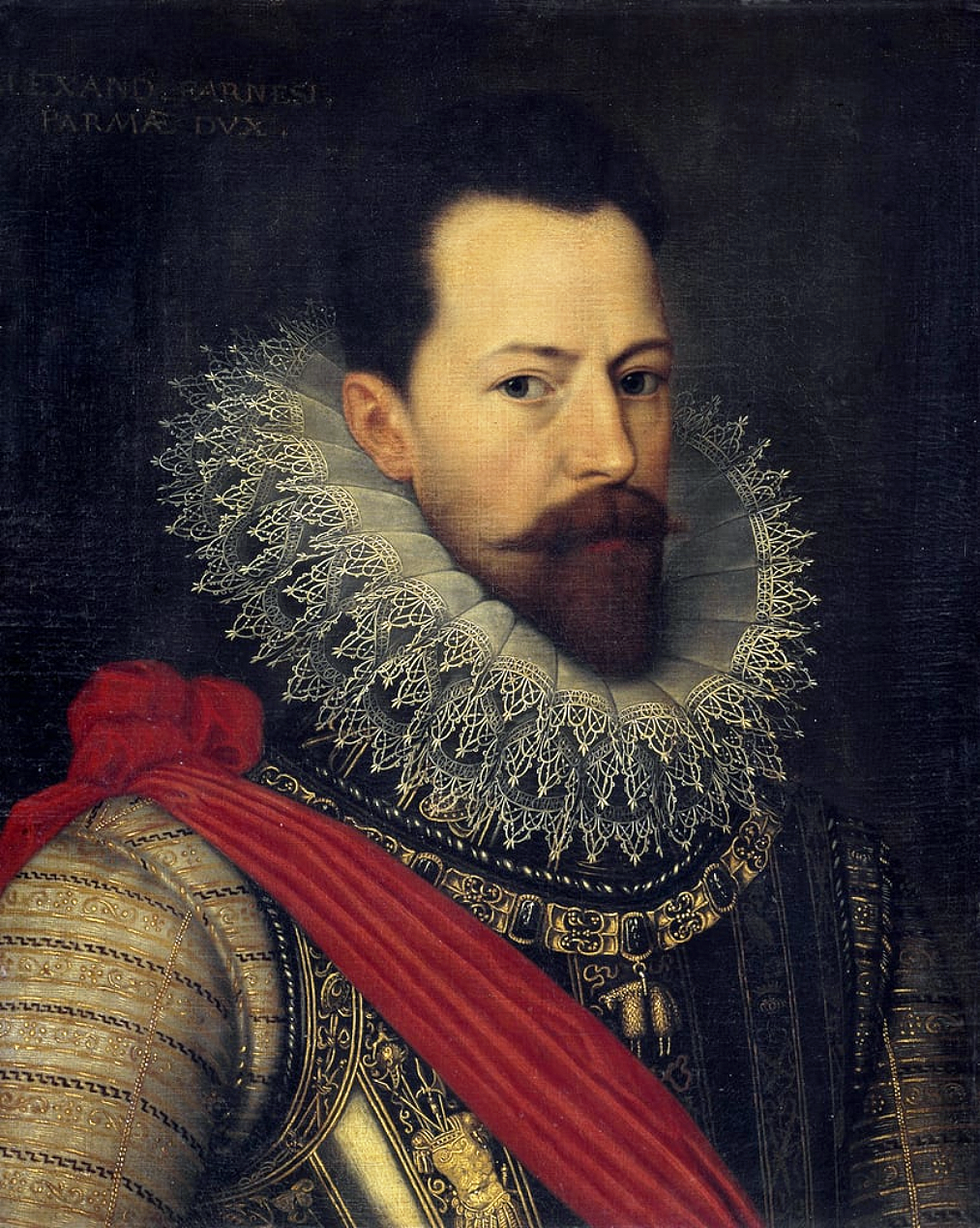
Alessandro Farnese (Parma).

## La fine della repubblica
Le province francofone cattoliche del sud, i cui abitanti, definiti Malcontenti ma chiamati con disprezzo dagli abitanti di Gand paternosterknechten (servi del Padre nostro), sotto la guida di Emanuel Filibert van Lalaing, iniziarono ad opporre resistenza all'avanzata dei calvinisti. Il 1º ottobre 1578 liberarono Menen dai calvinisti. Il 28 febbraio 1580 fu la volta di Courtrai a cadere in mano ai Malcontenti e qualche mese dopo di Deinze. Il governatore Alessandro Farnese, principe di Parma, decise finalmente di appoggiare i Malcontenti col suo esercito e partire alla riconquista delle Fiandre.
Il 6 luglio 1582 Oudenaarde fu riconquistata dai cattolici mentre l'anno successivo fu la volta di Aalst, Dunkerque e Nieuwpoort e, quindi, dopo un assedio da parte delle truppe del principe di Parma, di Ypres.
Il 24 ottobre 1583, alla testa della città di Gand si assistette a un nuovo avvicendamento: Hembyze prese il posto di Ryhove e quest'ultimo fu allontanato. Ryhove riparò a Dendermonde riuscendo ad impedire gli approvvigionamenti da Anversa a Gand. Intanto gli spagnoli misero Gand sotto assedio, e mentre Hembyze governava la città col pugno di ferro, risultò negoziare segretamente col duca di Parma. Hembyze fu arrestato il 23 marzo e giustiziato il 4 agosto 1584 per alto tradimento. Ypres e Bruges dovettero capitolare alle truppe spagnole nella primavera del 1584. Il 17 agosto 1584 fu la volta della resa di Gand. Più di 4000 uomini fuggirono a nord, dove di lì a breve sarebbe nata la Repubblica delle Sette Province Unite. 
Di nuovo sotto il pieno controllo degli spagnoli, a Gand la religione cattolica romana fu nuovamente l'unica permessa mentre lo Spanjaardenkasteel fu restaurato e reso nuovamente attivo.